# Obora (okres Blansko)
Obec Obora se nachází v okrese Blansko v Jihomoravském kraji. Žije zde 363 obyvatel.

## Historie
Podle nálezů kamenných zbraní se dá předpokládat, že zdejší krajina byla osídlena již v pravěku. První písemná zmínka o obci pochází z roku 1360, kdy Filip z Letovic převedl část obce na svou manželku. Kryštof z Boskovic roku 1528 potvrzuje, že Oboru kupují farář Jiří a pekař Mikuláš, oba z Boskovic. Nedaleko vesnice se nacházela samota Hutě, kde se v 17. století dobýval ledek a uhlí.

## Pamětihodnosti
- Zvonice
- Socha svatého Jana Nepomuckého

## Galerie

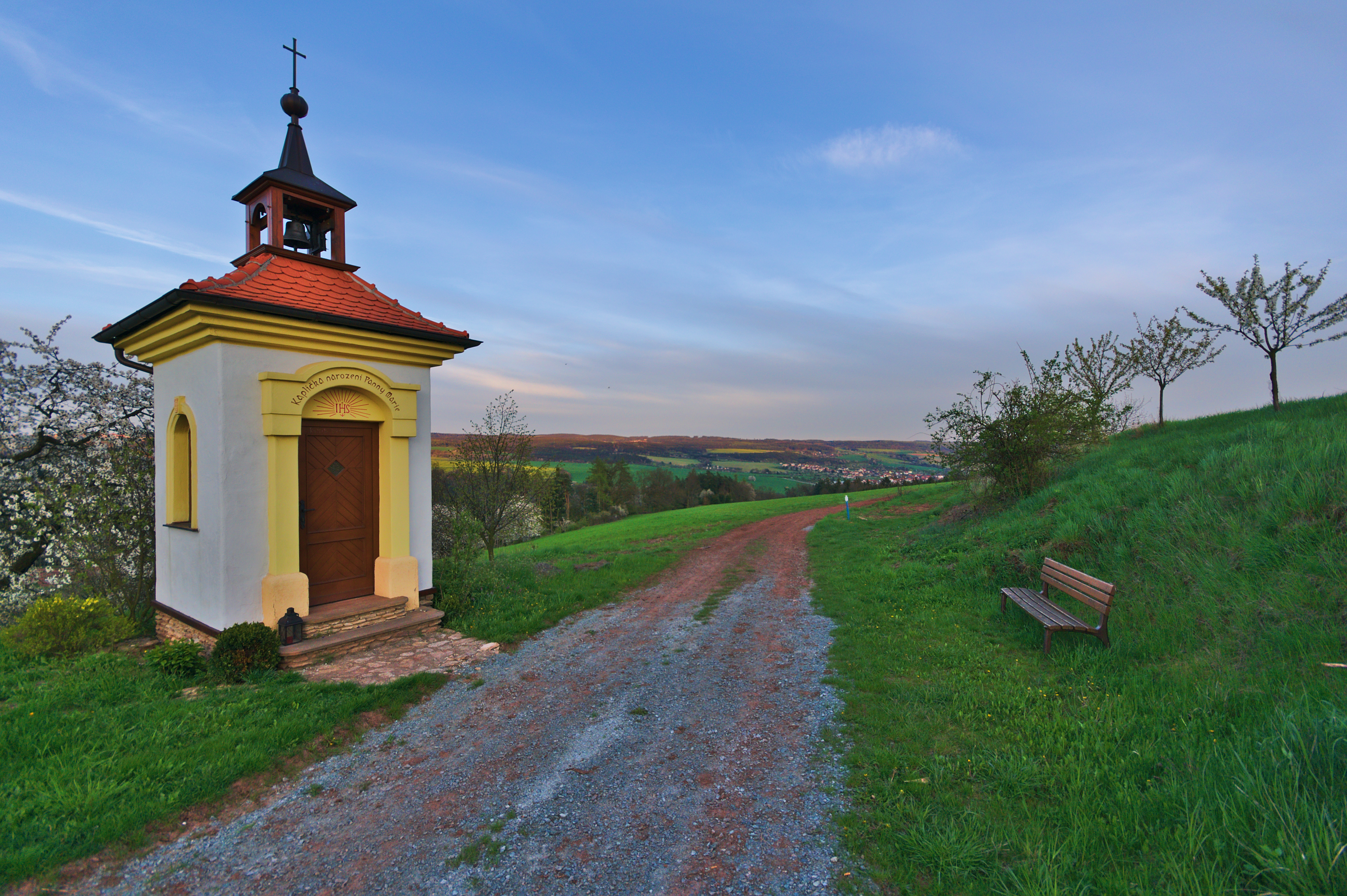
Kaple Narození Panny Marie
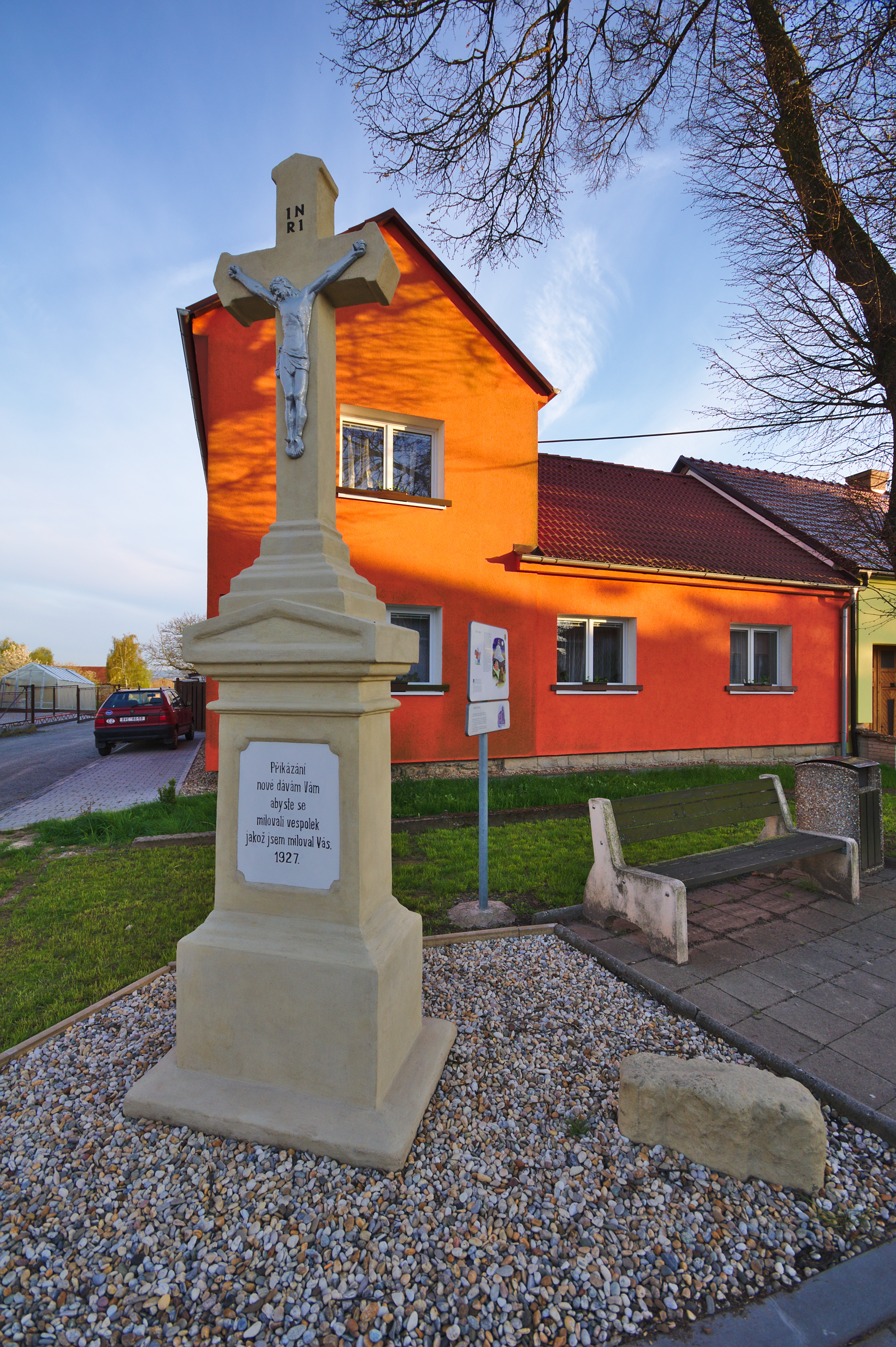
Kříž na křižovatce
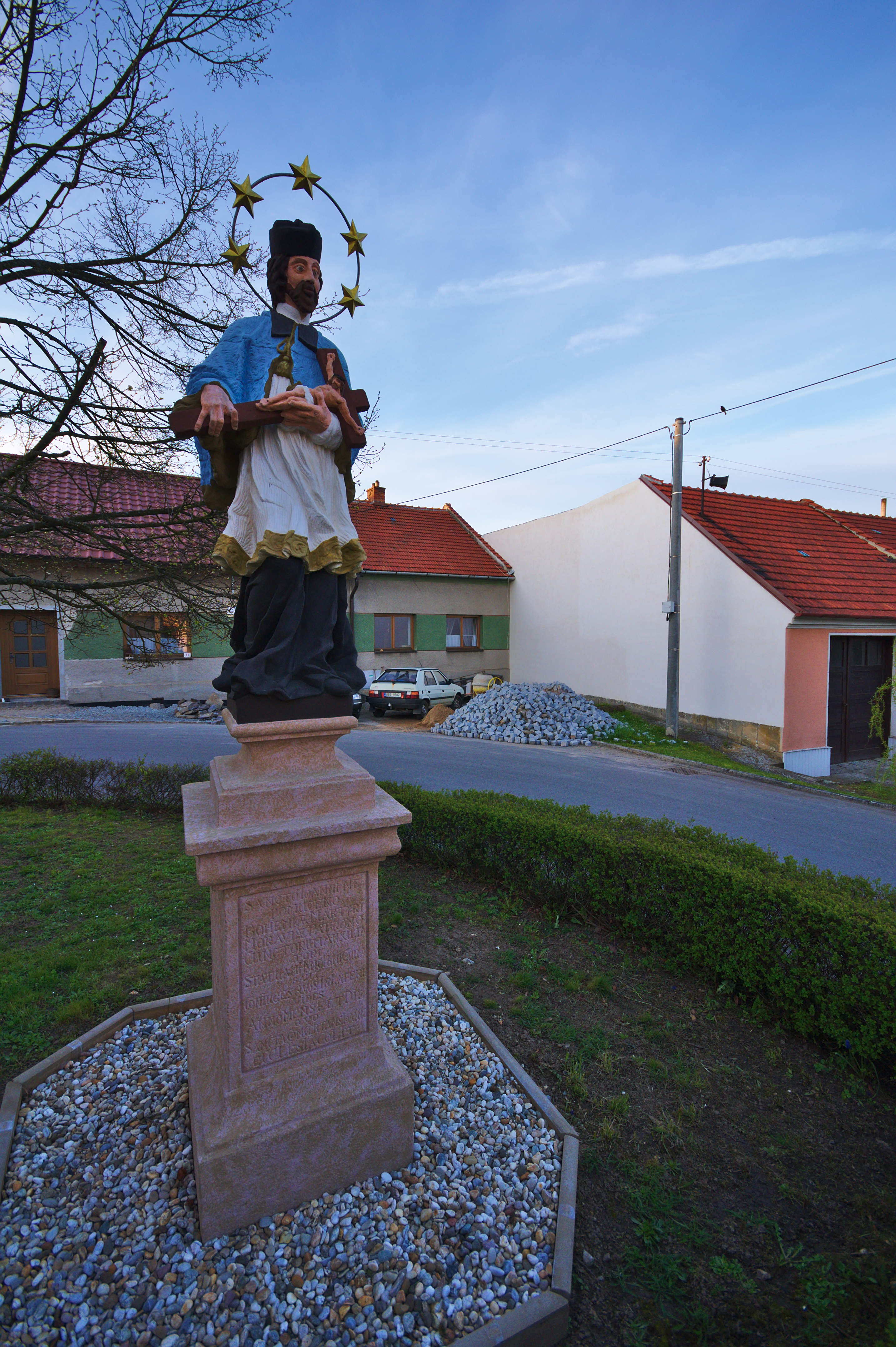
Socha svatého Jana Nepomuckého
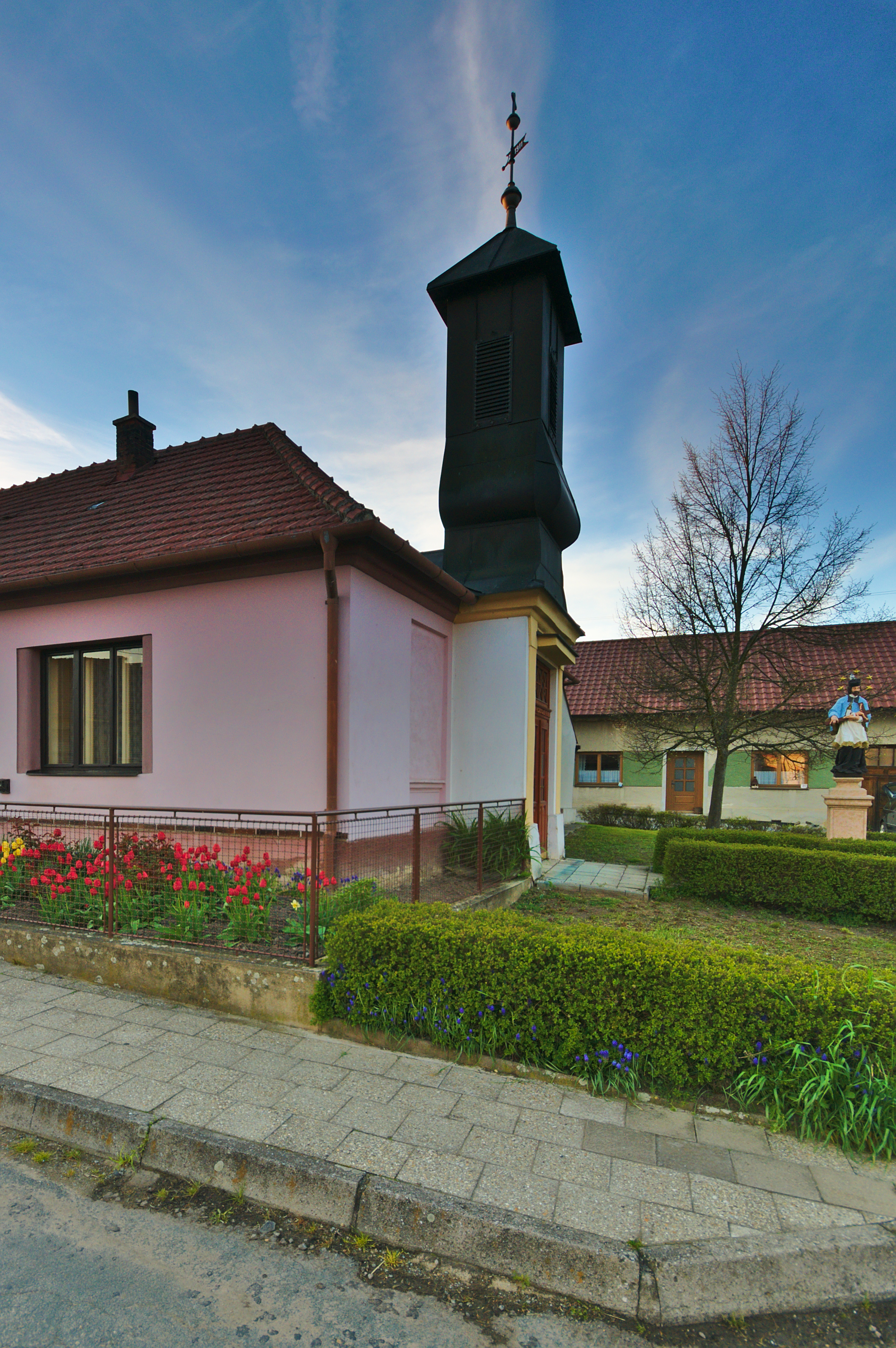
Zvonice
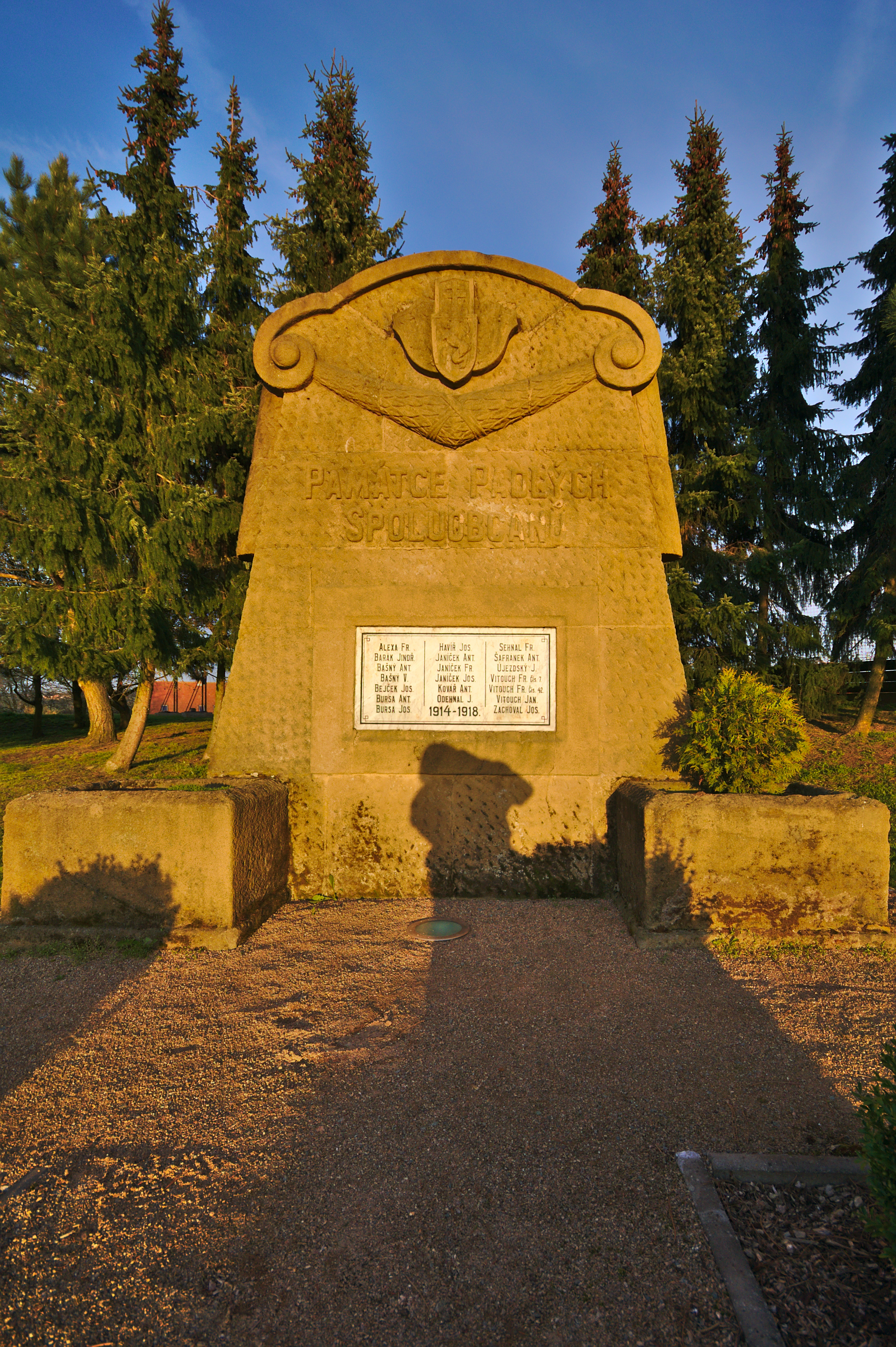
Památník padlým v první světové válce
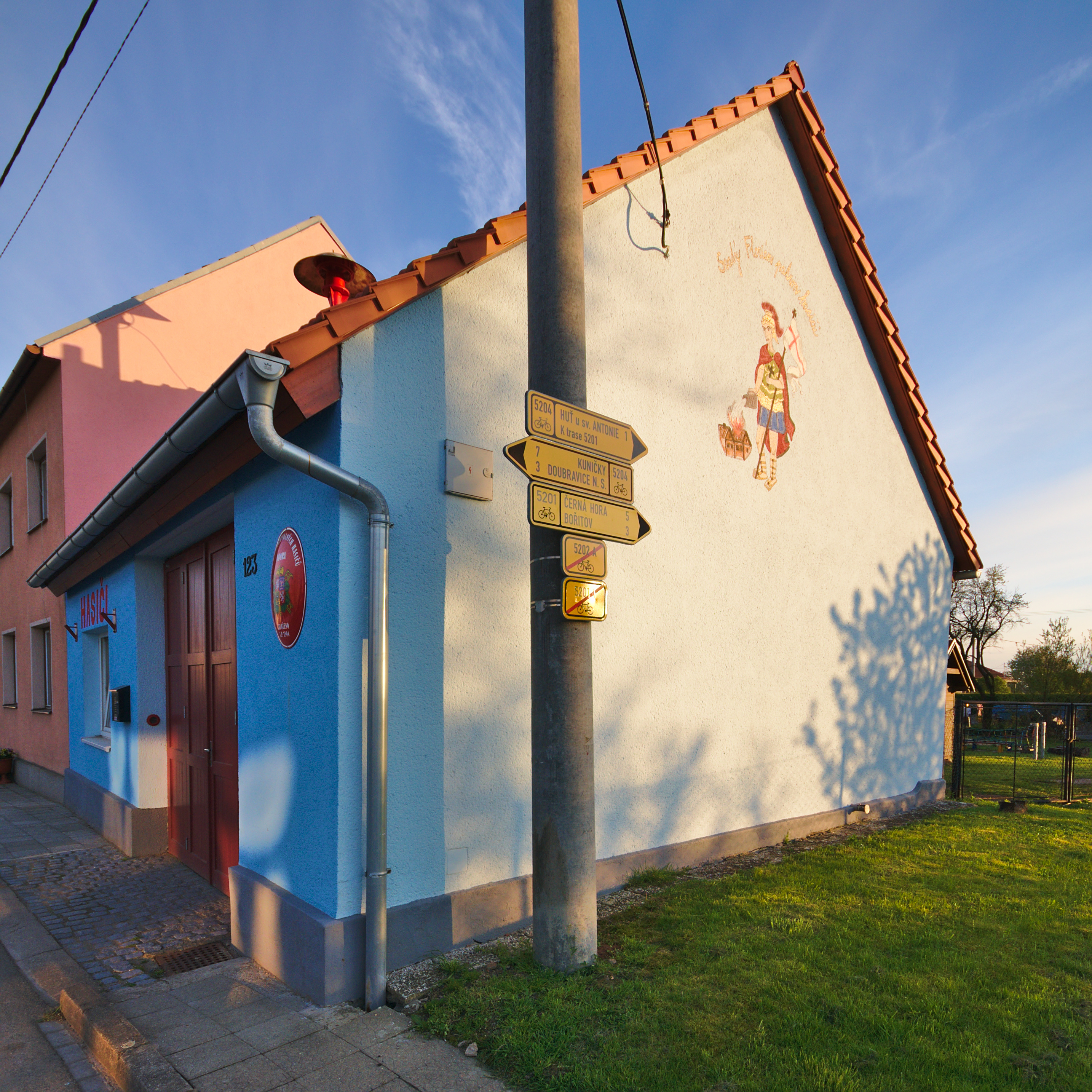
Hasičská zbrojnice
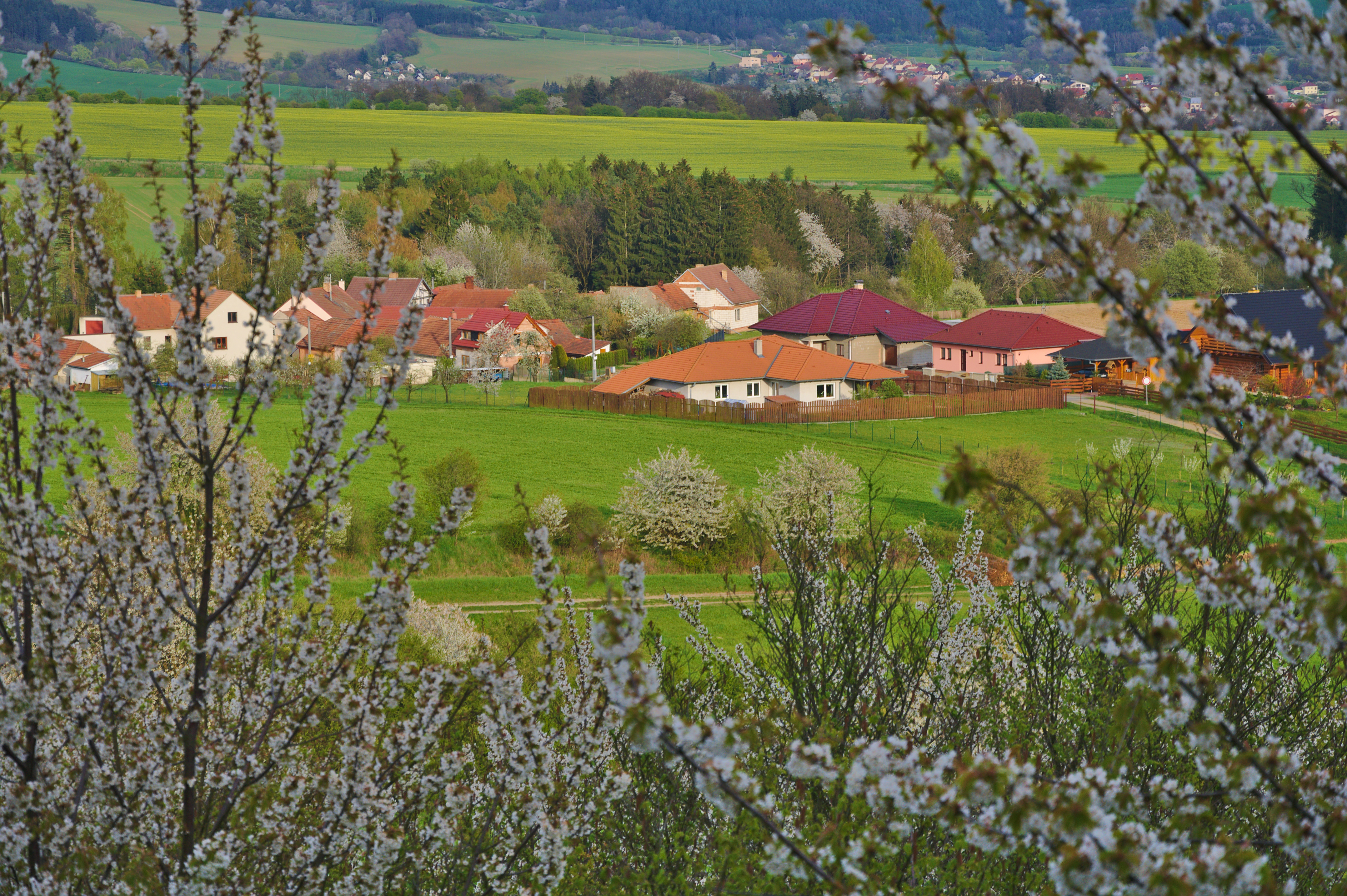
Osada Huť svaté Antonie